# Ana Moura
Pour les articles homonymes, voir Moura (homonymie).
Ana Moura, née le 17 septembre 1979 à Santarém au Portugal, est une fadiste portugaise.

## Biographie

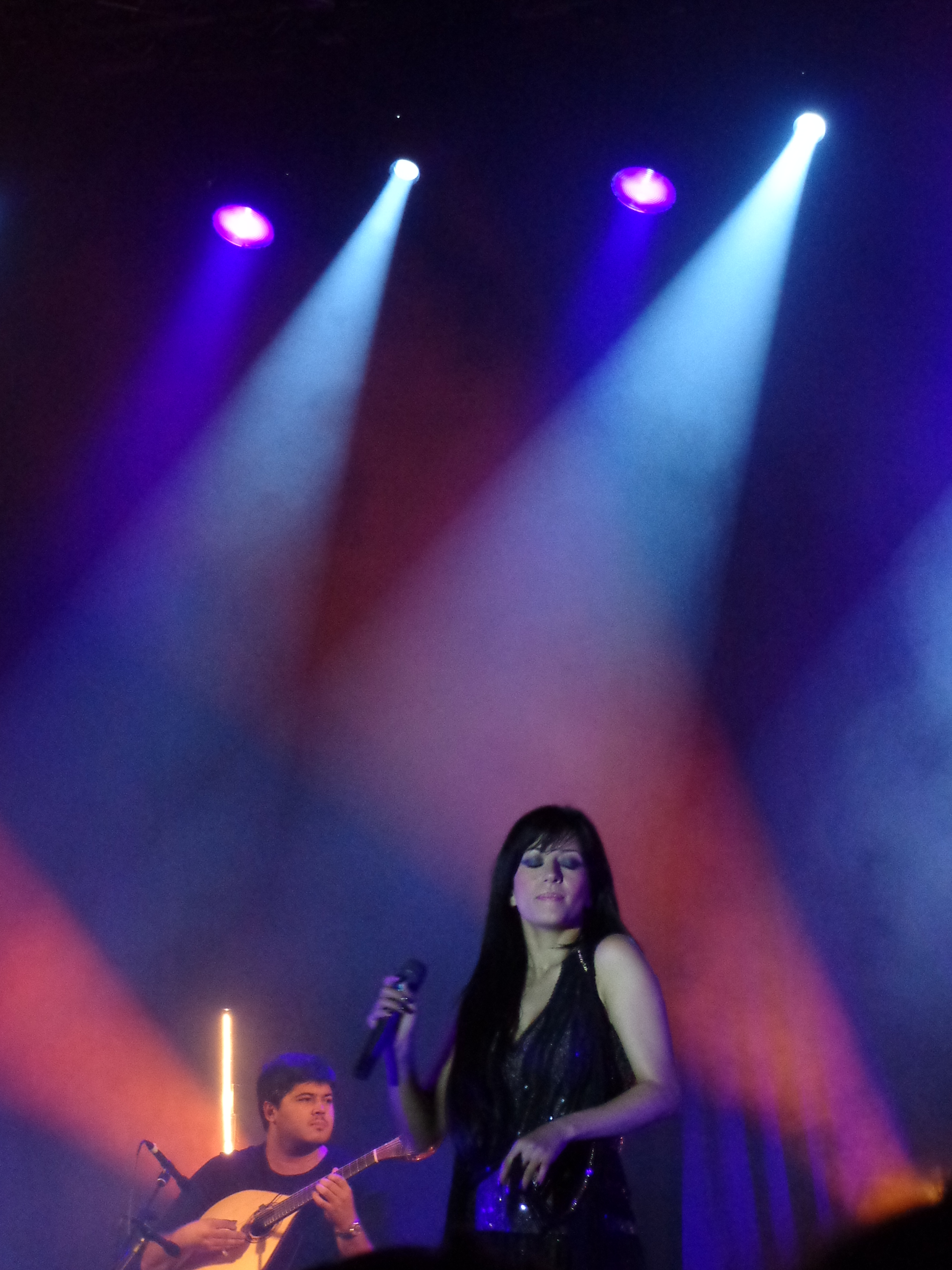
Ana Moura en concert à Aveiro, Portugal, en 2013.

Ana Moura est une chanteuse reconnue dans le monde entier avec sa chanson Guarda-me a vida na mão (2003) et par la suite Aconteceu (2005). Elle chante à plusieurs endroits dans les rues de Lisbonne. Elle s'est fait connaitre à la télévision dans l'émission Fados de Portugal au côté d'António Pinto Basto.
Elle a commencé à travailler chez Sr. Vinho, une maison du fado où elle a connu Jorge Fernando qui est devenu son producteur. Son album Para além da saudade contient les titres Os búzios et O fado da procura. Avec cet album, Ana Moura s'est fait connaître du public portugais mais aussi international, grâce à sa participation aux programmes Contacto, Família Superstar et Sexta à Noite, sur les chaines internationales des stations SIC et RTP. Ces apparitions à la télévision l'ont aidée à promouvoir son album qui deviendra disque de platine. Il a en effet été vendu à plus de vingt mille exemplaires et est resté quelques semaines au Top 30 du Portugal.
Ce même album lui a valu une nomination pour les Globos de Ouro, dans la catégorie de meilleure interprète solo, qu'elle laissa par la suite au chanteur Jorge Palma.
En 2007, Ana Moura a participé au concert des Rolling Stones au stade José Alvalade XXI à Lisbonne, chantant en duo avec Mick Jagger No Expectations.
En 2009, l'Américain Prince avoue être un fan. Il collabore alors avec elle en juin de cette même année à Lisbonne.
En 2018, elle fait l'ouverture de la finale du 62e Concours Eurovision de la Chanson.

## Discographie

### Albums en studio
- 2003 : Guarda-me a vida na mão (Universal)[3]
- 2004 : Aconteceu (Universal, Double CD)[4]
- 2007 : Para além da saudade (Universal)[5]
- 2009 : Leva-me aos fados (Universal)
- 2012 : Desfado (Universal)
- 2015: Moura (Universal)

### Albums en live
- 2008 : Coliseu (Universal, DVD+CD)
- 2015 : Ao vivo no Festival Alfama (Universal) (inclus dans un double album à tirage limité avec le CD Desfado, distribué seulement au Portugal, sous le même titre et avec la même jaquette - mais teintée en jaune et non en bleu - que l'album simple Desfado)

### Singles
| Nom du Single                    | Nom de l'album          |
| -------------------------------- | ----------------------- |
| Guarda-me a vida na mão          | Guarda-me a vida na mão |
| Lavava no rio, lavava            | Guarda-me a vida na mão |
| Vou dar de beber à dor           | Guarda-me a vida na mão |
| Desculpa                         | Guarda-me a vida na mão |
| Endeixa                          | Guarda-me a vida na mão |
| Flor de Lua                      | Guarda-me a vida na mão |
| Guitarra                         | Guarda-me a vida na mão |
| Por um dia                       | Aconteceu               |
| Amor de uma noite                | Aconteceu               |
| Bailinho à portuguesa            | Aconteceu               |
| Fado de Pessoa                   | Aconteceu               |
| Eu quero                         | Aconteceu               |
| Como o tempo corre               | Aconteceu               |
| Cumplicidade                     | Aconteceu               |
| O Fado da Procura                | Para Além da Saudade    |
| Naõ Fui Eu                       | Para Além da Saudade    |
| Até ao Fim do Fim                | Para Além da Saudade    |
| Os Búzios                        | Para Além da Saudade    |
| A Voz Que Conta a Nossa História | Para Além da Saudade    |
| Mapa do Coração                  | Para Além da Saudade    |
| Velho Anjo                       | Para Além da Saudade    |
| Leva-me aos Fados                | Leva-me aos Fados       |
| Caso Arrumado                    | Leva-me aos Fados       |
| Não é Um Fado Normal             | Leva-me aos Fados       |
| Rumo ao Sul                      | Leva-me aos Fados       |
| Como Uma Núvem No Céu            | Leva-me aos Fados       |
| Até ao Verão                     | Desfado                 |
| Desfado                          | Desfado                 |